# Cham Choqāl-e Bālā
Cham Choqāl-e Bālā (persiska: چم چغل سفلی, Cham Choghal-e Soflá, چم جغال بالا) är en ort i Iran.   Den ligger i provinsen Lorestan, i den västra delen av landet, 400 km sydväst om huvudstaden Teheran. Cham Choqāl-e Bālā ligger 1 296 meter över havet och antalet invånare är 160.
Terrängen runt Cham Choqāl-e Bālā är kuperad åt nordost, men åt sydväst är den bergig. Cham Choqāl-e Bālā ligger nere i en dal.Runt Cham Choqāl-e Bālā är det ganska tätbefolkat, med 72 invånare per kvadratkilometer. Närmaste större samhälle är Khorramābād, 15,3 km söder om Cham Choqāl-e Bālā. Omgivningarna runt Cham Choqāl-e Bālā är i huvudsak ett öppet busklandskap.